# Super Cyclone (Film)
Super Cyclone ist ein US-amerikanischer Katastrophenfilm aus dem Jahr 2012 von Liz Adams, die auch das Drehbuch verfasste.

## Handlung
Auf dem Pazifik wird unter der Führung von Travis Verdon nach Öl gebohrt. Als auf Methan gestoßen wird, gerät die Lage auf der Bohrinsel außer Kontrolle. So wird Travis Onkel Clegg gemeinsam mit anderen Männern schwer verletzt. Aufgrund der Bohrungen wird ein Vulkanausbruch provoziert, wodurch Lava in den Ozean gelangt und die Meerestemperatur innerhalb kürzester Zeit stark ansteigt. Dadurch entsteht ein mächtiger Hurrikan, der auf die Westküste der Vereinigten Staaten zu steuert.
Colonel Lee Chadwick informiert Gary Winters auf der Bohrinsel über die anstehende Katastrophe und erzählt, dass er daher ein Expertenteam unter der Führung von Dr. Jenna Sparks der NOAA zur Verstärkung auf die Bohrinsel schickt. Captain Worley, der das Kommando über das Schiff hat, erkennt, dass die Lage nun jetzt schon aussichtslos ist und das Schiff der NOAA wird auf dem Weg zur Bohrinsel schwer beschädigt und erleidet Verluste innerhalb der Crew. Um die Bohrinsel und die dort arbeitenden Menschen rechtzeitig zu evakuieren, beschließt Dr. Sparks gemeinsam mit dem Arzt Dr. Percy Cavanaugh die Reise mit einem Helikopter fortzusetzen.
Dort angekommen gerät sie in ein Gespräch mit Verdon und vermutet, dass der Sturm fünfmal so stark sein werde wie der Hurrikan Katrina. Im Helikopter fliegen Dr. Sparks, Dr. Cavanaugh, Verdon und sein verletzter Onkel zurück zum Schiff. Währenddessen wird die Bohrinsel von ersten Vorläufern des Sturms stark getroffen und fängt Feuer. Nun starten Dr. Sparks, Dr. Cavanaugh und Verdon eine Mission Richtung Vulkan, zum Ausgangspunkt der Katastrophe. Derweil wird die Küste Kaliforniens unter dem Kommando von Colonel Chadwick und Sgt. Maj. Ramona Peters auf den Sturm vorbereitet. Der Brand auf der Ölplattform ist schließlich nicht mehr zu löschen und die Verbliebenen, unter anderem Gary Winters, springen in das kochende Meereswasser und sterben. Nun wird Lt. Davy Connelly in einem Kampfflugzeug Richtung Auge des Sturms geschickt, um mit einer Spezialrakete die Temperatur abzukühlen, wird allerdings vor erfolgreichem Abschluss in den Sturm gerissen und stirbt.
Als letzter Versuch werden mehrere Tonnen Flüssigstickstoff im Helikopter im Auge des Sturms abgeworfen. Dadurch kühlt die Temperatur soweit ab, dass lediglich ein Orkan über die Küste weht.

## Hintergrund

### Produktion
Gedreht wurde unter anderen auf Terminal Island und Topanga im US-amerikanischen Bundesstaat Kalifornien.

### Veröffentlichung
Am 18. September 2012 erschien der Film in den USA. In Deutschland startete der Film am 25. September 2015 im Videoverleih.

## Rezeption
„Jeder Beschreibung spottender Katastrophenfilm mit lachhaften Spezialeffekten und lustlosen Schauspielern. Selbst gemessen an anderen Produkten der Billigschmiede ‚The Asylum‘ auf unterstem Niveau.“

„Müder Schrott, aber nicht das Ende der Welt.“

TV Spielfilm schreibt außerdem, dass das gezeigte Katastrophenszenario „in jeder Hinsicht selbst eine Katastrophe“ sei. Die Dialoge werden als einfältig, die Tricks als erbärmlich bezeichnet. Die Dramaturgie wird als „hanebüchen“ abgestempelt.
Im Audience Score, der Zuschauerwertung auf Rotten Tomatoes, hat der Film bei mehr als 50 Abstimmungen eine Wertung von 8 %. In der Internet Movie Database hat der Film bei über 1.200 Stimmabgaben eine Wertung von 2,4 von 10,0 möglichen Sternen (Stand: September 2024).